# Gabriel Favale
Gabriel Norberto Favale (Buenos Aires, 19 luglio 1967) è un ex arbitro di calcio argentino, internazionale dal 2004 al 2012.
Il suo debutto nazionale è avvenuto nell'ottobre del 2000; quattro anni dopo ha ricevuto l'abilitazione a dirigere a livello internazionale. Ha arbitrato svariate gare di Coppa Libertadores tra il 2006 e il 2008. Ha diretto la gara d'andata della Recopa Sudamericana 2008.